# ابره اورجی
ابره اورجی (انگلیسی: Ebere Orji؛ زادهٔ ۲۳ دسامبر ۱۹۹۲) بازیکن فوتبال اهل نیجریه است.
وی همچنین در تیم‌های ملی فوتبال زنان نیجریه و  زیر ۱۷ و ۲۰ سال نیجریه بازی کرده است.